# Suicidal Tendencies
Suicidal Tendencies — американський кросовер-треш-гурт, заснований у 1980 році у місті Веніс, що у штаті Каліфорнія, вокалістом Майком М'юром. Протягом своєї історії гурт зазнав різноманітних змін у складі. Єдиним постійним учасником був М'юр. Їх поточний склад включає М'юра, гітаристів Діна Плезантса та Бена Вайнмана, басиста Тая Трухільо та барабанщика Джея Вайнберга. Серед відомих музикантів, які брали участь у студійних записах гурту чи його виступах були гітаристи Роккі Джордж і Майк Кларк, басисти Луїш Майорга, Роберт Трухільо, Ра Діас, Джош Пол і Стівен «Thundercat» Брунер  і барабанщики Амері Сміт, Джиммі Деграссо, Брукс Вакерман, Девід Гідальго молодший, Томас Пріджен, Рон Брунер, Ерік Мур, Дейв Ломбардо, Брендон Перцборн, Ґрейсон Некрутман і сесійний музикант Джош Фріз.

## Дискографія
- Suicidal Tendencies (1983)
- Join the Army (1987)
- How Will I Laugh Tomorrow When I Can't Even Smile Today (1988)
- Controlled by Hatred/Feel Like Shit...Déjà Vu (1989)
- Lights...Camera...Revolution! (1990)
- The Art of Rebellion (1992)
- Still Cyco After All These Years (1993)
- Suicidal for Life (1994)
- Freedumb (1999)
- Free Your Soul and Save My Mind (2000)
- No Mercy Fool!/The Suicidal Family (2010)
- 13 (2013)
- World Gone Mad (2016)
- Still Cyco Punk After All These Years (2018)